# Luis Carrasco
Pour les articles homonymes, voir Carrasco.
Luis Carrasco, né le 18 septembre 1915, à Santiago, au Chili, est un ancien joueur chilien de basket-ball.

## Palmarès
- Champion d'Amérique du Sud 1937